# Руандефу Зафицимивалу, Мондза
Мондза Руандефу Зафицимивалу (малаг. Monja Roindefo Zafitsimivalo; род. в 1965, Тулиара, Ацимо-Адрефама) — малагасийский политический деятель, премьер-министр Мадагаскара с 17 марта по 10 октября 2009 года.

## Биография
Родился в 1965 году в Тулиаре, в семье политика Мундза Дзауны из партии Национальное движение за независимость Мадагаскара (МОНИМА).
Руандефу пытался баллотироваться в качестве кандидата на президентских выборах в декабре 2006 года. Бюллетени с именем Руандефу, наряду с некоторыми другими незначительными кандидатов, не были доступны на избирательных участках. Правительство отказалось принять бумаги и сказало, что любой, кто пытался распространять бюллетени на избирательных участках в день выборов будут арестованы.
После разделения власти по соглашению августа 2009 года, подписанного в Мапуту, Андри Радзуэлина назначил Мондзу Руандефу на пост премьер-министра Мадагаскара, 5 сентября 2009 года, несмотря на возражения оппозиции. Сообщество развития Юга Африки «решительно отвергает и осуждает» назначение нового правительства без одобрения оппозиции.
6 октября 2009 года, различные политические группы достигли соглашения о том, кто должен занять высокие государственные должности. В соответствии с соглашением, Андри Радзуэлина останется президентом в течение переходного периода, но оппозиционные фракции (во главе с бывшими президентами Марком Равалумананой, Дидье Рациракой, и Альбертом Зафи) настаивали, что Руандефу должен быть смещён с поста премьер-министра. Все фракции, в том числе Радзуэлина, согласились назначить на его место Эжена Мангалазу.
Радзуэлина подтвердил 9 октября, что он назначит Мангалазу на замену Руандефу. Тем не менее, Руандефу сказал 10 октября, что не уйдет в отставку, заявив, что он привел законное правительство и что оно «по-прежнему выполняет свою миссию». Он подчеркнул, что лидеры фракций не подписали соглашение и сказал, что его правительство не может быть смещёно международными посредниками. Другие члены правительства встретились 10 октября и выразили несогласие с его желанием остаться у власти. Радзуэлина назначил Мангалазу вечером 10 октября.
Руандефу направил этот вопрос на рассмотрение Государственного совета 12 октября 2009 года, с требованием об аннулировании указа о назначении Мангалазы, утверждая, что процедура была ущербной и что лидеры фракций должны были подписать соглашение, для того, чтобы оно стало действительным. Государственный совет приостановил указ 15 октября, но в окончательном решении от 22 октября отказался аннулировать назначение.